# Polycarp Pengo
Polycarp Pengo (ur. 5 sierpnia 1944 w Mwazye) – tanzański duchowny katolicki, arcybiskup Dar es Salaam w latach 1992–2019, kardynał.

## Życiorys
Studiował w seminariach tanzańskich – w Mwazye, Karema i Kipalapala, później w Akademii Alfonsjańskiej przy Papieskim Uniwersytecie Laterańskim w Rzymie (obronił doktorat z teologii w 1977). Święcenia kapłańskie przyjął 20 czerwca 1971. W latach 1971–1973 był sekretarzem biskupa Sumbawanga, kolejne cztery lata spędził na studiach uzupełniających w Rzymie. Po powrocie do Tanzanii wykładał w seminarium w Kipalapala i seminarium w Segerea (był tam również rektorem); zajmował się pracą duszpasterską oraz powołaniami kapłańskimi.
11 listopada 1983 został mianowany biskupem Nachingwea, sakry biskupiej udzielił mu w Watykanie Jan Paweł II (6 stycznia 1984). W październiku 1986 przeszedł na biskupstwo Tunduru-Masasi, w styczniu 1990 został arcybiskupem-koadiutorem Dar es Salaam; objął archidiecezję Dar es Salaam 22 lipca 1992, po przejściu w stan spoczynku kardynała Rugambwy. W lutym 1998 Jan Paweł II wyniósł arcybiskupa Pengo do godności kardynalskiej, nadając tytuł prezbitera Nostra Signora de La Salette. 15 sierpnia 2019 przeszedł na emeryturę.
Wiosną 1994 arcybiskup Pengo brał udział w sesji specjalnej Światowego Synodu Biskupów w Watykanie, poświęconej Kościołowi afrykańskiemu; zasiadał w sekretariacie generalnym tej sesji Synodu.
W latach 2007–2013 pełnił funkcję przewodniczącego Sympozjum Konferencji Episkopatów Afryki i Madagaskaru (SECAM).
Uczestnik konklawe 2005 i konklawe 2013 roku.
5 sierpnia 2024 z racji osiągnięcia 80 roku życia utracił prawo do udziału w przyszłych konklawe 